# Chlorops grandis
Chlorops grandis är en tvåvingeart som beskrevs av Spencer 1986. Chlorops grandis ingår i släktet Chlorops och familjen fritflugor. Inga underarter finns listade i Catalogue of Life.